# Dubailand

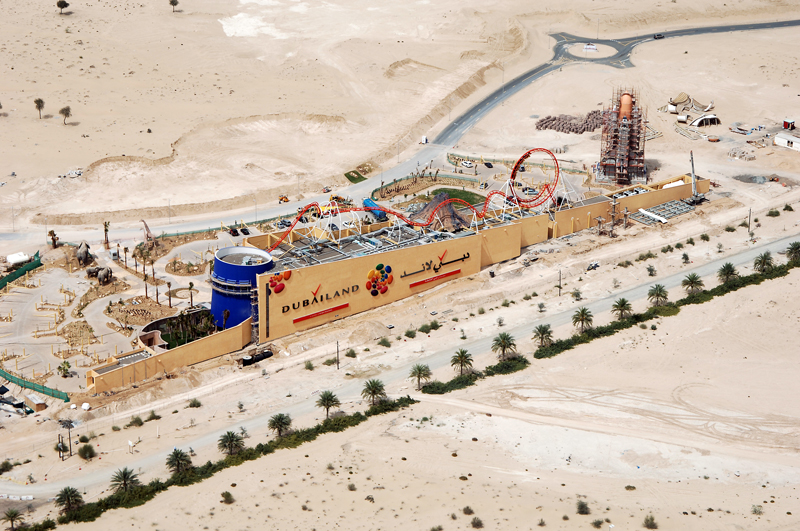
Dubailand in 2006

Dubailand is een entertainmentcomplex in Dubai. Het complex is eigendom van Tatweer, een bedrijf van Dubai Holding. Het werd ontworpen in 2003 en kostte 64,3 miljard USD. Het complex is momenteel (2012–2024) in aanbouw en bevat ongeveer 45 faciliteiten, waarvan er zeven geopend zijn. Dubailand beslaat een oppervlakte van ongeveer 278 km².

## Faciliteiten

### Geopend
- Dubai Outlet City, Dubai Outlet Mall
- Dubai Sports City
- Arabian Ranches
- Dubai Motor City, Dubai Autodrome
- Al Sahra Desert Resort
- Global Village
- Warner Bros. World Abu Dhabi
- Legoland Dubai

### Nog niet geopend
- Six Flags Dubailand
- Brownston Dubailand
- Rowleyville Dubailand
- Pharaochs Thema Park
- Dreamworks Studio Thema Park
- Universal Studios Dubailand
- F1-X Thema Park
- Tiger Woods Dubai
- Bawadi
- Falconcity of Wonders
- Fantasia Dubailand
- Freej Dubailand
- Marvel Superheroes Thema Park
- Tourism World
- Legends of Dubailand
- Aviation World
- Islamic culture and Science World
- Sahara Kingdom
- Kids City
- Giants World
- Six Water Park
- Astrolab Resort
- Black Marktet
- Flea Market
- World Trade Park
- Auction World
- Factory Outlet
- Dubai Lifestyle City
- Women's World
- City of Arabia
  - Mall of Arabia
  - Restless Planet
  - Wadi Walk
  - Elite Towers
- Destination Dubai
- Andalusian Resort en Spa
- Desert Kingdom
- Sand Dune Hotel
- Al Kaheel
- Bio World
- Animal World
- Emerat Sports World
- Extreme Sports World
- Plantation Equestrian and Polo Club
- Dubai Golf City
- Dubai Snowdrome
- City Walk
- Great Dubai World
- Virtual Game World